# Zimna katoda

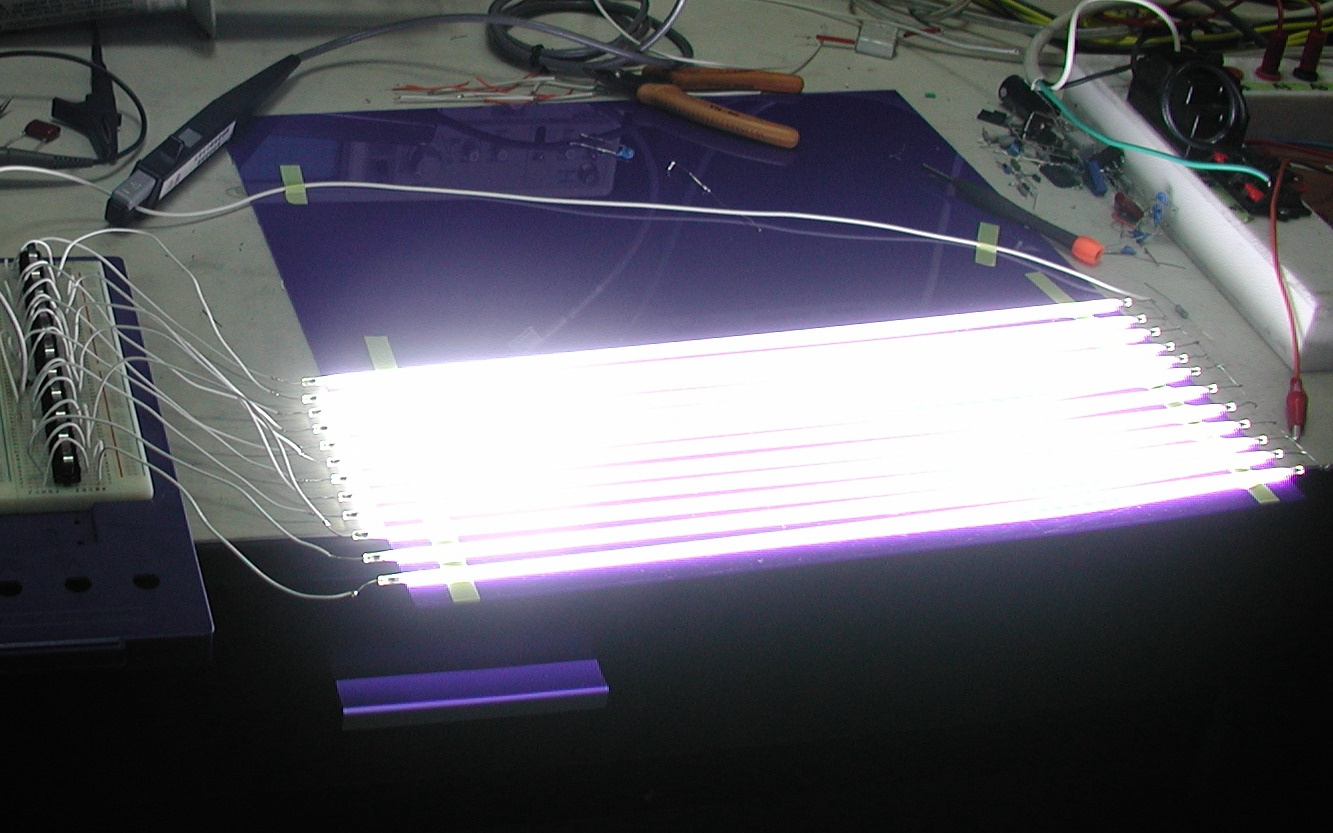
Lampy CCFL

Zimna katoda – określenie stosowane w odniesieniu do katod nie podgrzewanych zewnętrznie. Pomimo braku podgrzewania, katoda może nadal w czasie pracy nagrzewać się do wysokich temperatur. Katody takiej konstrukcji są używane w niektórych typach lamp gazowanych (np. wyświetlaczy nixie) i próżniowych.
Terminem „zimna katoda” określa się też lampy fluorescencyjne z zimną katodą (CCFL), stosowane w dużej części skanerów komputerowych, do podświetlania ekranów LCD i moddingu komputerów.

## Emisja elektronów
Istnieje wiele sposobów wywołania emisji elektronów w lampach elektronowych i wyładowczych. Popularna metoda to wykorzystanie zjawiska termoemisji. Dzięki temu zjawisku można stosować stosunkowo niskie napięcia (setki V) do przyspieszania elektronów.
Elektrony można jednak przyspieszać także bez żarzenia katody. Wymaga to jednak większego napięcia (kilka kV). Ponieważ w takiej lampie katoda nie jest podgrzewana, określa się ją jako „zimną katodę”.